# St. Bartholomäus (Ottowind)

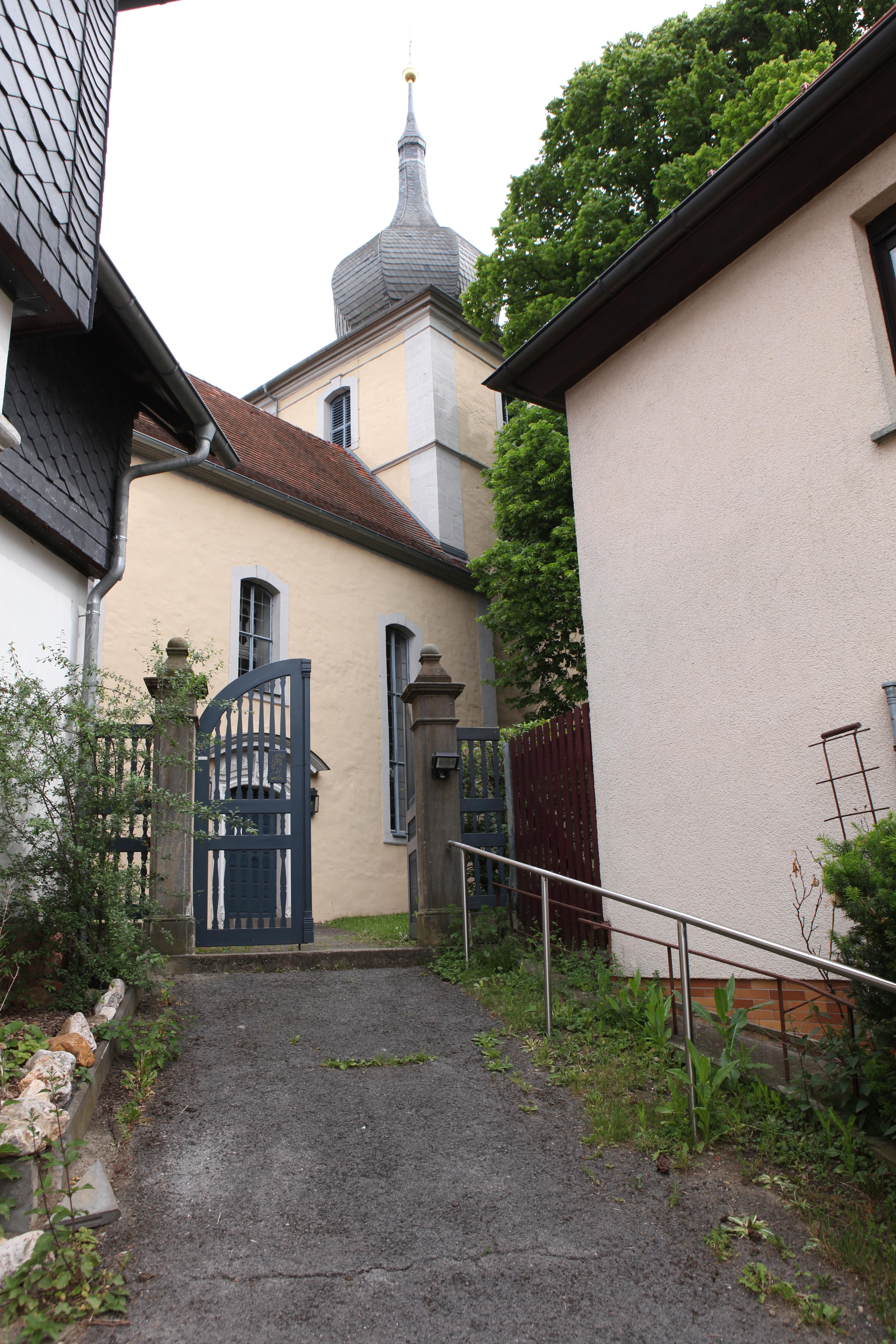
St. Bartholomäus in Ottowind

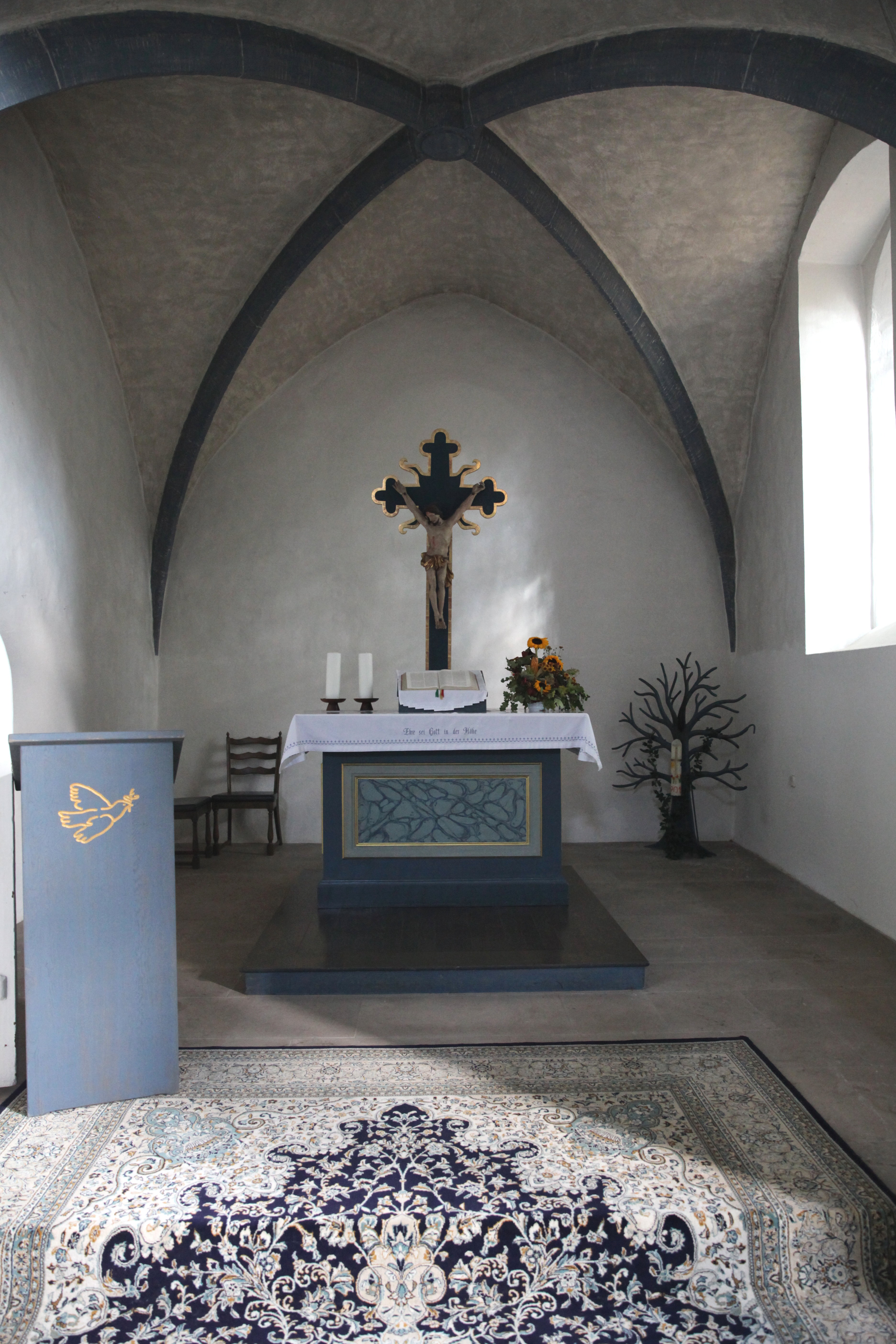
Chorraum

Die evangelisch-lutherische Kirche St. Bartholomäus im oberfränkischen Ottowind im Landkreis Coburg stammt in ihren ältesten Teilen aus dem 12./13. Jahrhundert.

## Geschichte
Die Kirche und der Kirchhof, bis etwa 1880 der Friedhof, waren früher eine befestigte Anlage. Der älteste Teil der Kirche ist das Erdgeschoss des Kirchturms, in dem ein Quader mit Steinmetzzeichen aus dem 13. Jahrhundert verbaut ist. Die frühere Kirche ist für das Jahr 1528 bezeugt. Die älteste Glocke stammt aus dem Jahr 1601. Das oberste Kirchturmgeschoss und die Schweifkuppel stammen gemäß einer Bauinschrift aus dem Jahr 1753. Das Langhaus in seiner heutigen Form wurde auf Anordnung Herzogs Ernst Friedrich, nach einer Kollekte in den Nachbargemeinden, im Jahr 1767 errichtet.
Jahrhundertelang war Ottowind eine Filialgemeinde von Oettingshausen. Die Kirchengemeinde wird seit 1978 von der Großwalburer Pfarrei betreut. Das Kirchenbuch reicht bis 1651 zurück.

## Baubeschreibung
Die Barockkirche trägt den Namen des Heiligen Bartholomäus. Es ist eine Chorturmkirche, deren Kirchhof von einer Mauer umschlossen ist. Der markante, 42 Meter hohe Kirchturm mit seiner achteckigen, schiefergedeckten Schweifkuppel steht über dem Chor, der 4,9 Meter lang und 4,7 Meter breit ist. Den Chorraum überspannt ein spätgotisches, in blau gefasstes Kreuzrippengewölbe mit einem runden Schlussstein. Über dem Chor hat der Turm ein Geschoss mit rechteckigen Fenstern, getrennt durch ein Gesims vom obersten Geschoss mit der Glockenstube und größeren, flachbogigen Fenstern mit vortretenden Schlusssteinen. Nördlich vom Turm befindet sich die in der zweiten Hälfte des 18. Jahrhunderts angebaute Sakristei.

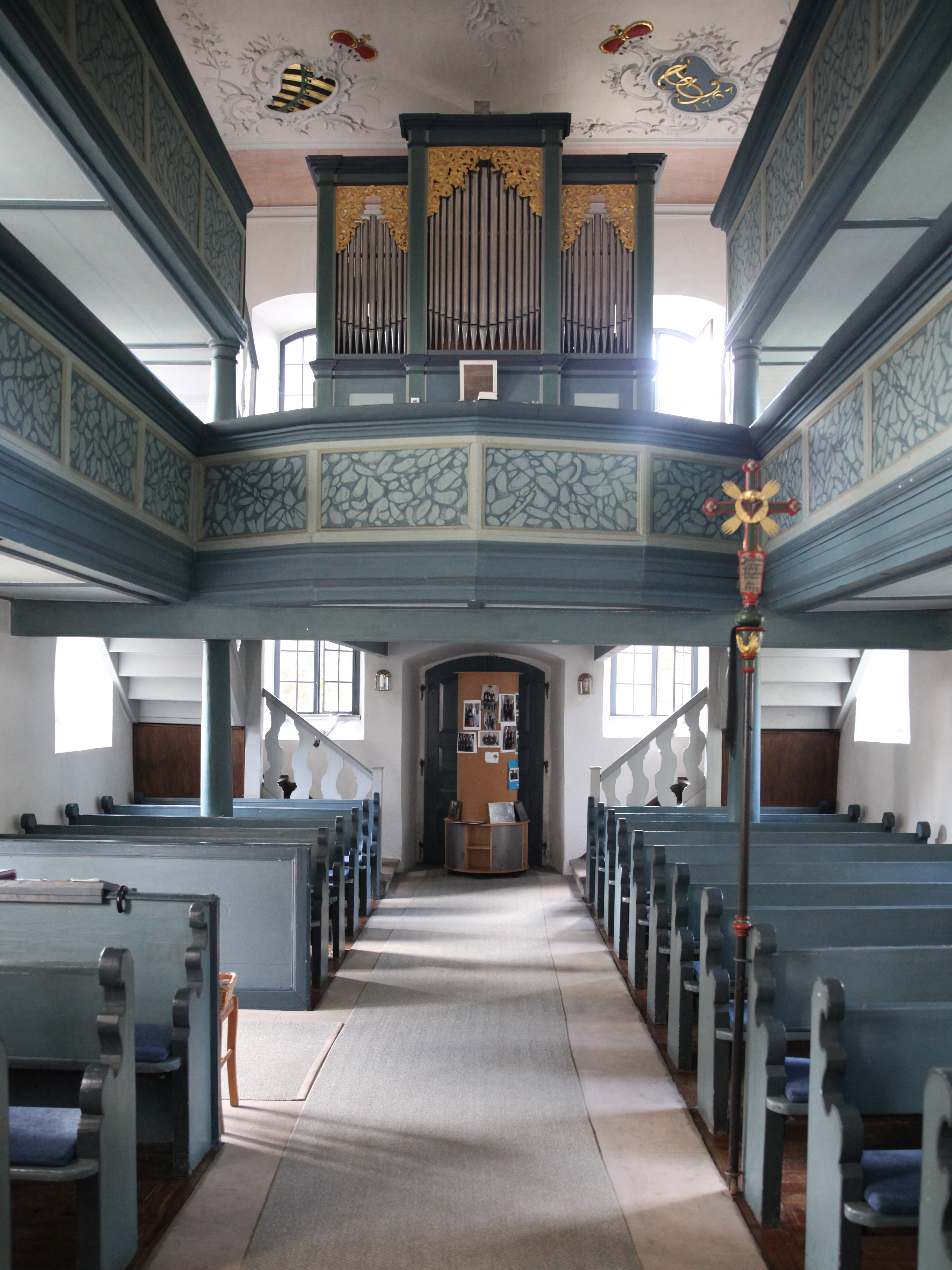
Kirchenschiff

Das rechteckige Langhaus, vom Altarraum durch einen rundbogigen Triumphbogen getrennt, ist 12,1 Meter lang und 6,6 Meter breit. Der Innenraum ist schlicht gestaltet und wird von einer Flachdecke überspannt, die Stuckwerk und eine zentrale Strahlensonne mit Tetragramm, den vier hebräischen Buchstaben des Gottesnamens, schmückt. Eine zweigeschossige Empore auf Holzsäulen prägt den Raum. Die Nord- und Südfassade gliedern drei und die Westfassade zwei flachbogige Fenster mit vortretenden Schlusssteinen. Zusätzlich sind an der Süd- und Westseite flachbogige Türen vorhanden, wobei der Haupteingang an der Westseite mit Ohren, Fascien und Aufsatz geschmückt ist.

## Glocken
Die größere Glocke mit 78 Zentimeter Durchmesser hat 1601 der Erfurter Herman Konnigk gegossen. Ein Fries von Löwenköpfen und Ranken sowie ein großes Relief des Heiligen Bartholomäus mit Messer und abgezogener Haut verzieren sie. Außerdem gab es eine kleinere Glocke mit 63 Zentimeter Durchmesser und Ornamentfries entstand im Jahr 1749 durch einen Umguss. 1958 kamen zur großen Glocke drei neue Glocken hinzu.

## Orgel
Die erste nachgewiesene Orgel wurde 1729 von der Kirchengemeinde mit Hilfe eines Kostenzuschusses des Herzoglichen Kirchenamtes Coburg angeschafft. Im Jahr 1768 folgte eine neue Orgel mit 17 klingenden Stimmen auf zwei Manualen, die der Seßlaches Orgelbauer Johann Adam Schöpf baute. Das kaum gepflegte Instrument musste im 19. Jahrhundert durch einen Neubau ersetzt werden. Diesen erstellte der Schmiedefelder Orgelbauer Michael Schmidt für 230 fränkische Gulden und die alte Orgel. Das einmanualige Werk mit neun Registern war Ende 1855 fertiggestellt. Die Orgel steht auf der unteren Empore und hat einen dreiteiligen Prospekt, dessen Mittelfeld etwas überhöht ist.